# Puchar Iberyjski w piłce siatkowej mężczyzn
Puchar Iberyjski w piłce siatkowej mężczyzn – coroczny turniej siatkarski organizowany w zależności od tego, kto jest gospodarzem, przez Królewski Hiszpański Związek Piłki Siatkowej (Real Federación Española de Voleibol, RFEVB) lub Portugalski Związek Piłki Siatkowej (Federação Portuguesa de Voleibol, FPV) przed początkiem sezonu ligowego. Uczestniczą w nim po dwa najlepsze zespoły z Hiszpanii i Portugalii poprzedniego sezonu. W ramach turnieju rozgrywane są półfinały, mecz o 3. miejsce i finał.
Puchar Iberysjki po raz pierwszy odbył się w 2023 roku. Pierwszym zdobywcą tego trofeum był CV Guaguas.

## Historia
Pierwsza edycja Pucharu Iberyjskiego odbyła się w dniach 23-24 września 2023 roku w Las Palmas de Gran Canaria. Półfinały rozegrane zostały w Polideportivo El Batán, natomiast mecz o 3. miejsce i finał w Centro Insular de Deportes. W rozgrywkach uczestniczyły cztery kluby: CV Guaguas Las Palmas i Grupo Herce Soria z Hiszpanii oraz SL Benfica i Sporting CP z Portugalii. Pierwszy Puchar Iberyjski zdobył CV Guaguas, który w finale pokonał Benficę. Trzecie miejsce zajął Sporting. Najlepszym zawodnikiem turnieju wybrany został Argentyńczyk Maximiliano Cavanna.
Druga edycja odbyła się w dniach 21-22 września 2024 roku w Centro de Desportos e Congressos w Matosinhos. W turnieju wzięły udział te same kluby co w poprzednim roku. Puchar Iberyjski zdobył Sporting, pokonując w finale Benficę. Trzecie miejsce zajął CV Guaguas.

## Drużyny uczestniczące
| Drużyna               | Liczba występów | Najlepszy wynik         |
| --------------------- | --------------- | ----------------------- |
| Hiszpania             |                 |                         |
| CV Guaguas Las Palmas | 2 (2023, 2024)  | 1. miejsce (2023)       |
| Grupo Herce Soria     | 2 (2023, 2024)  | 4. miejsce (2023, 2024) |
| Portugalia            |                 |                         |
| SL Benfica            | 2 (2023, 2024)  | 2. miejsce (2023, 2024) |
| Sporting CP           | 2 (2023, 2024)  | 1. miejsce (2024)       |

## Medaliści
| Edycja | Edycja | Miejsce         | 1. miejsce            | Wynik | 2. miejsce |                       | 3. miejsce | Wynik             | 4. miejsce |
| ------ | ------ | --------------- | --------------------- | ----- | ---------- | --------------------- | ---------- | ----------------- | ---------- |
| 1.     | 2023   | Las Palmas      | CV Guaguas Las Palmas | 3:1   | SL Benfica | Sporting CP           | 3:2        | Grupo Herce Soria |            |
| 2.     | 2024   | Senhora da Hora | Sporting CP           | 3:1   | SL Benfica | CV Guaguas Las Palmas | 3:0        | Grupo Herce Soria |            |

## Bilans klubów
| Klub                  | złoto | srebro | brąz |
| --------------------- | ----- | ------ | ---- |
| CV Guaguas Las Palmas | 1     | 0      | 1    |
| Sporting CP           | 1     | 0      | 1    |
| SL Benfica            | 0     | 2      | 0    |